# Mark Gross
Mark Gross (Baltimore, 1966. február 20. –) Grammy-díjas amerikai altszaxofonos. Mark Gross neve több, mint 80 jelentős dzsesszlemezen szerepel, köztük a Dave Holland Big Band két Grammy-díjas lemezén is.

## Pályafutása
Mark Gross a gospel iránti szeretetét annak a hangzásnak tulajdonítja, amelytől szülei baltimore-i otthona visszhangzott.
Bejárta a világot a Mark Gross Quartettel, Philip Harperrel, Nat Adderley-vel, Dave Hollanddal, Mulgrew Millerrel, Nicholas Paytonnal, Delfeayo Marsalisszal, Dizzy Gillespie-vel, a Dizzy Gillespie Alumni Big Banddel, Nancy Wilsonnal, Jimmy Heath-szel, a Village Vanguard Jazz Orchestra-val, a Tom Harrell Big Banddel, Duke Ellingtonnal,  Charles Mingus Big Bandjével, Freddie Hubbarddal, Lionel Hamptonnal,... hogy néhányukat megemlítsük.
Szakmai kapcsolata ezekkel és más zenészekkel hosszan tartó volt/van. Számos pályakezdő mai dzsesszzenész volt a tanítványa.

## Albumok
- Preach Daddy
- Riddle of the Sphinx
- Mark Gross

### Közreműködéseiből
- https://centerstage.conn-selmer.com/artists/mark-gross

## Díjak
- 2002: Grammy-díj („What Goes Around”, Dave Holland Big Band)
- 2005: Grammy-díj („Overtime”, Dave Holland Big Band)